# Willesden Junction (métro de Londres)
Willesden Junction (en anglais : Willesden Junction tube station ou Willesden Junction Underground Station), est une station de la ligne Bakerloo du métro de Londres, en zone 2 et 3 Travelcard. Elle est située sur la Station Approach, à Harlesden, sur le territoire du borough londonien de Brent, dans le Grand Londres.
Elle est en correspondance avec la gare de Willesden Junction  desservie par le réseau London Overground dont elle partage l'entrée, les voies et quais.

## Situation sur le réseau
La station Willesden Junction de la ligne Bakerloo du métro de Londres est située sur la Watford DC line (en) qui est l'infrastructure empruntée par la section nord de la Bakerloo et partagée avec les trains du réseau London Overground. Intégrée dans les infrastructures de la gare de Kensal Green, elle est située entre les stations Harlesden , en direction du terminus Harrow & Wealdstone de la Bakerloo, et Kensal Green en direction du terminus Elephant & Castle.

Plans : de la Bakerloo line, de la Watford DC line
Bakerloo line.
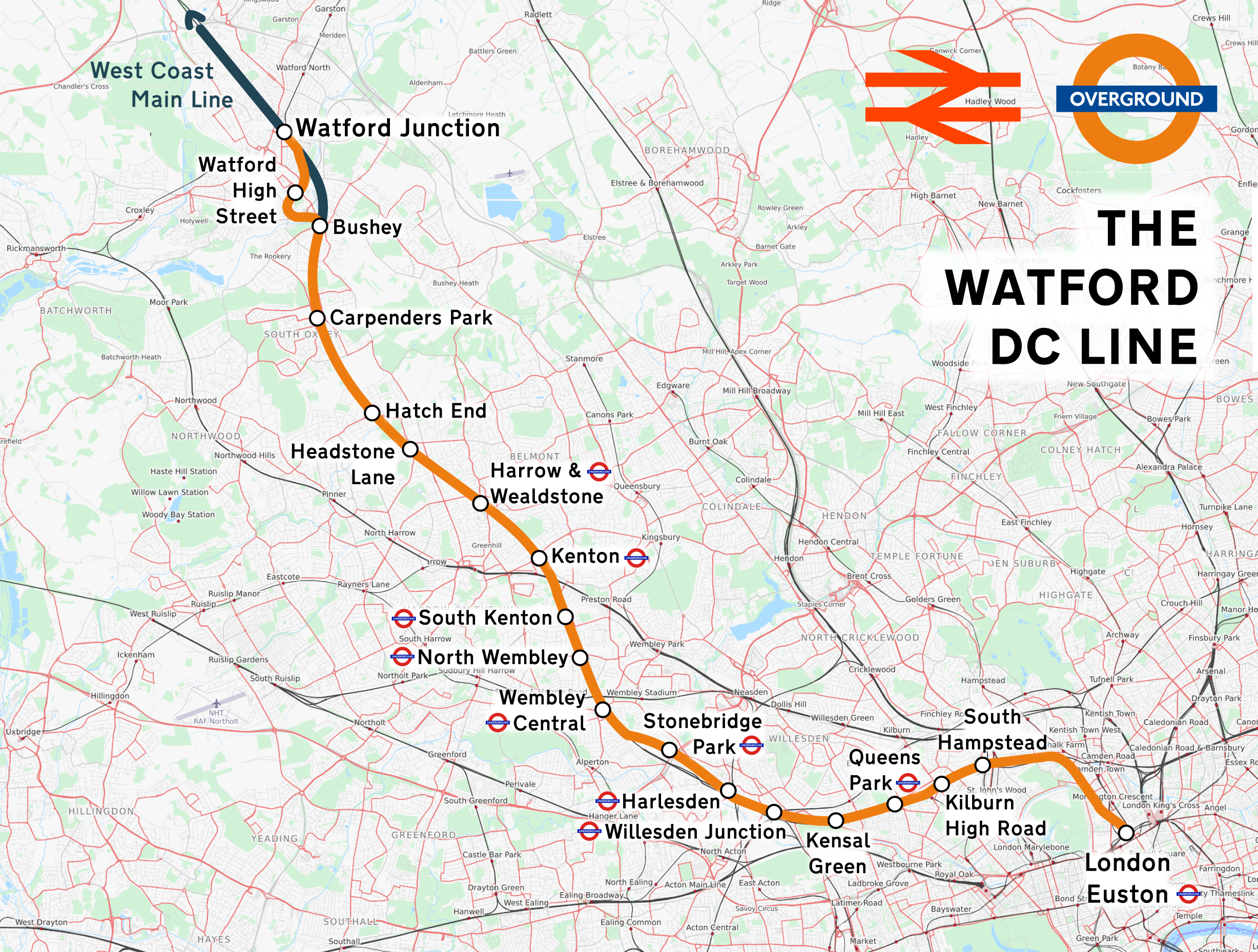
Watford DC line.

Plans du métro et des réseaux de Londres
Métro.
Réseaux de Londres.

## Histoire
La station Willesden Junction est mise en service le 10 mai 1915 par la London Underground Bakerloo trains.

## Services aux voyageurs

### Accès et accueil
La station utilise une entrée commune avec la gare sur la Station Approach.

### Desserte
Willesden Junction est desservie par les rames de la ligne Bakerloo du métro de Londres circulant sur les relations Harrow & Wealdstone, ou Stonebridge Park, et Elephant & Castle.

Installations et desserte
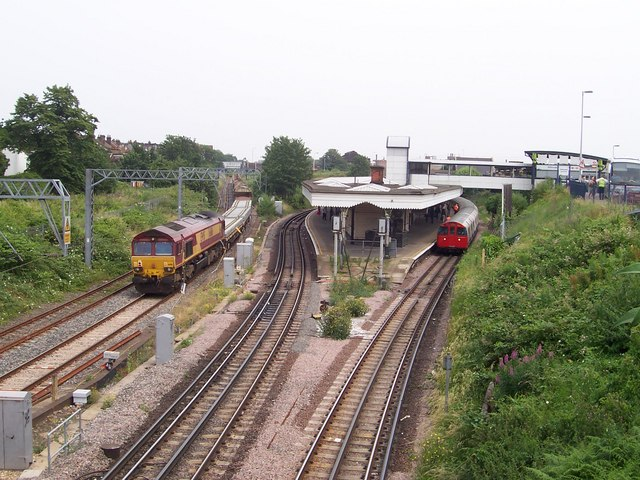
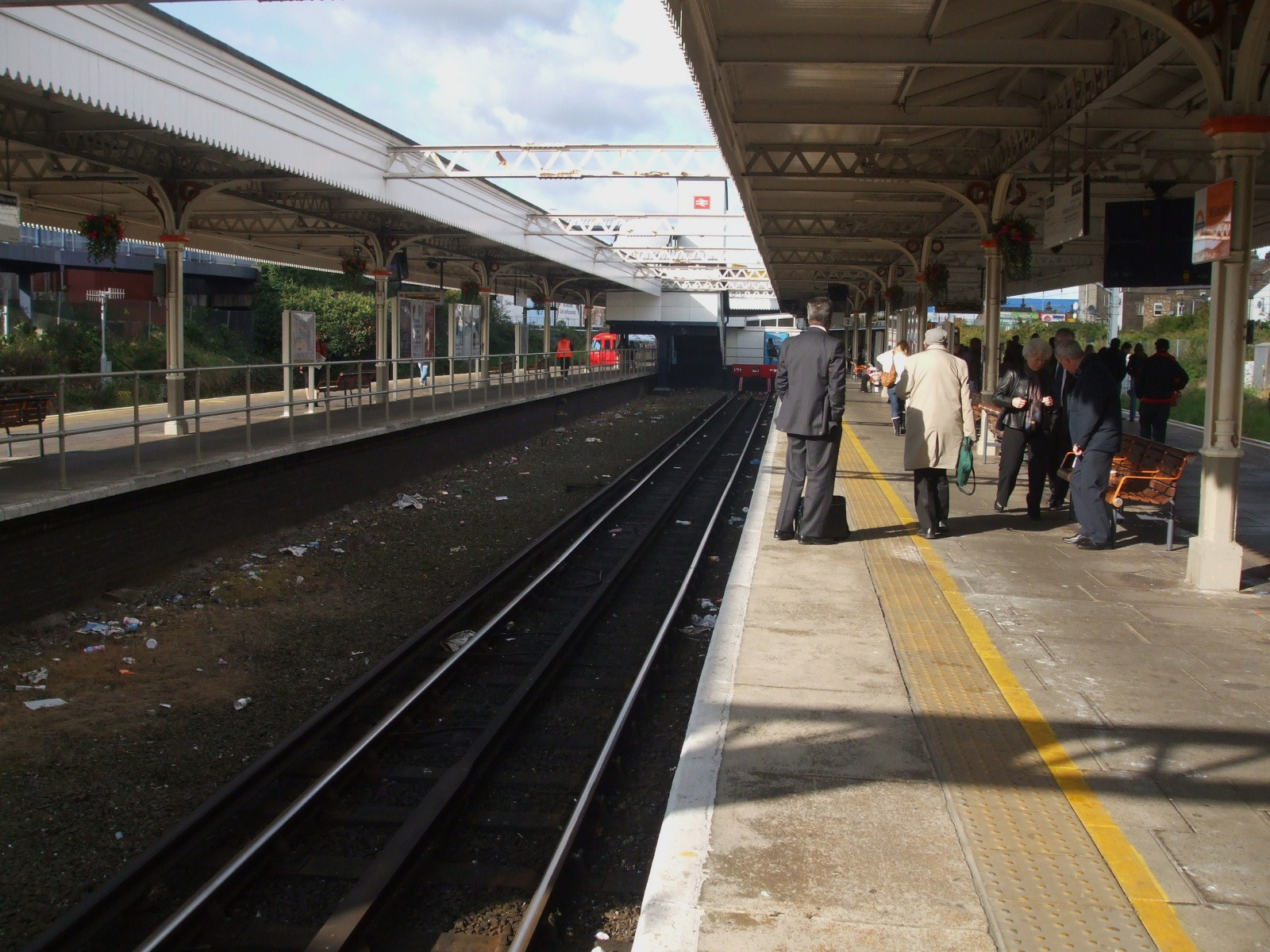
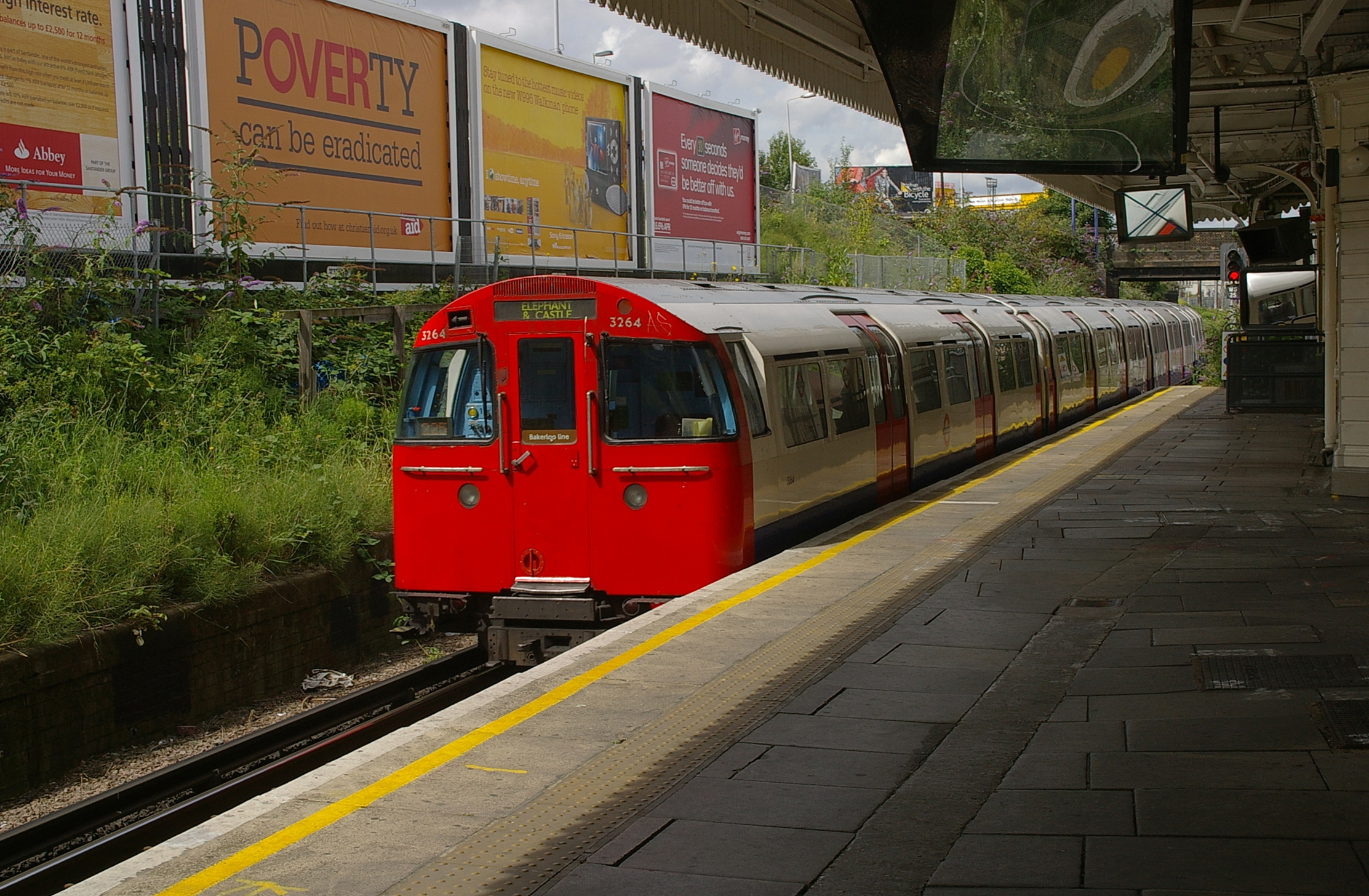

### Intermodalité
Elle est en correspondance avec la gare de Willesden Junction, du réseau London Overground, qui utilise en partie la même infrastructure (voies et quais).
Comme la gare, la station est desservie par des lignes des autobus de Londres : 18, 220, 228, 266, 487, N18 er N266.

## À proximité
- Harlesden